# Аласанія Зурабі Григорович
Зура́бі (Зура́б) Григо́рович Аласа́нія (нар. 3 січня 1965, Сухумі, Абхазька АРСР, Грузинська РСР) — український журналіст і медіаменеджер грузинського походження. З 25 березня 2014 року по 1 листопада 2016 — генеральний директор Національної телекомпанії України.
10 квітня 2017 року обраний на посаду Голови правління Національної суспільної телерадіокомпанії України.

## Життєпис
Зурабі Григорович Аласанія народився 3 січня 1965 року у місті Сухумі (на той час Абхазька АРСР Грузинської РСР). Закінчивши місцеву середню школу № 4, він у 1982 році вступив на факультет «промислово-цивільне будівництво» до Харківського інженерно-будівельного інституту. По закінченні першого курсу Аласанія був призваний до лав Радянської Армії. Службу проходив у ракетних військах Червонопрапорного Закавказького військового округу. У 1985 році, демобілізувавшись у званні сержанта, відновився на другий курс інституту. Зураб Григорович закінчив інститут у 1989 році, працював у Харківському метрополітені робітником, потім майстром дільниці.
Перевівся на роботу за фахом у НДІ «Гіпрозаводтранс» на посаду інженера. У 1991 році Аласанія звільнився з роботи. Протягом декількох років працював у домашній студії, низка графічних і живописних робіт зараз знаходяться в галереях та приватних колекціях Заходу. В 1993 році виїхав до Греції, протягом року жив і працював на острові Крит. Після повернення до Харкова працював менеджером на великому торговому підприємстві. 1996 року знову виїхав за кордон — за контрактом із Французьким іноземним легіоном, однак контракт не уклав.
Повернувшись до Харкова, Зураб опублікував низку публіцистичних статей про Легіон. З 1996 року почав регулярну співпрацю із засобами масової інформації. У 1997 році був прийнятий на роботу до студії «Телемак», випускав авторську програму «Телебачення сьогодні», працював кореспондентом інформаційної програми «День за днем», ведучим політичного ток-шоу «Поле брані». У 1999 році пішов у телерадіокомпанію «Симон» журналістом програми «Одного разу»; того ж року почав випуск авторської публіцистичної програми «Об'єктив-но». У 2000 році Зураб Аласанія став співзасновником і директором Медіа-групи «Об'єктив», яка випускає ряд інформаційних та авторських програм на телебаченні й радіо, а також видає тижневик «Об'єктив-но». У квітні 2006 року через розбіжності з одним зі співзасновників медіа-групи Олександром Давтяном колектив припинив випускати свої продукти на каналі «Simon». В результаті медіа-група була перереєстрована.

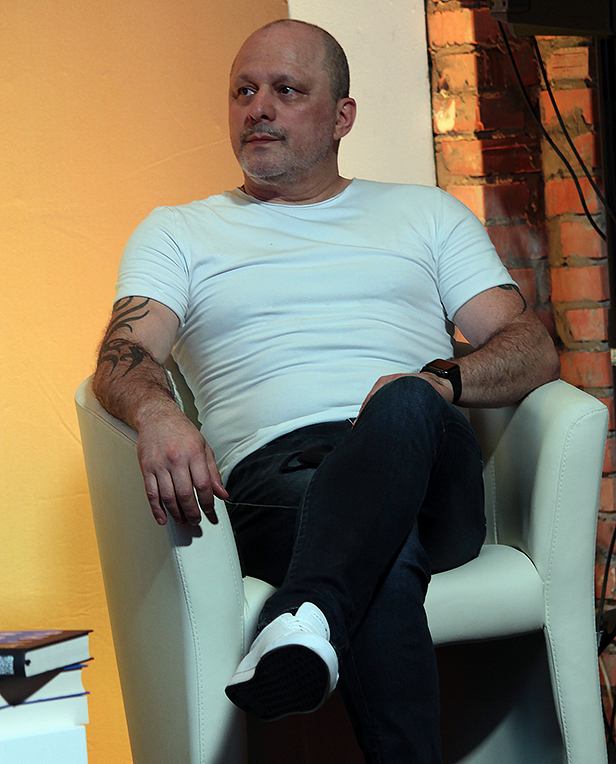
Зураб Аласанія на Книжковому Арсеналі 2021

У 2006 році Аласанія став засновником агентства «МедіаПорт» (інформаційні випуски виходили на телеканалі «S-TET» до листопада 2009 року) і тижневика «MediaPost» (виходив з 29 червня 2006 до 4 жовтня 2007 року). 5 липня 2005 року був призначений директором Харківської обласної державної ТРК й пропрацював там майже п'ять років до 4 червня 2010 року.
У 2013 році став одним із журналістів Громадського телебачення.
25 березня 2014 року призначений генеральним директором Національної телекомпанії України.
1 листопада 2016 року подав у відставку із займаної посади, за його словами, «у зв'язку із катастрофічною ситуацією з фінансуванням телерадіомовлення». 2 листопада Кабінет Міністрів України схвалив звільнення Державним комітетом телебачення і радіомовлення генерального директора Національної телекомпанії України (НТКУ), заступника голови організаційного комітету міжнародного конкурсу естрадної пісні «Євробачення-2017» Зураба Аласанії.
10 квітня 2017 року обраний Наглядовою радою ПАТ «НСТУ» на посаду Голови правління Національної суспільної телерадіокомпанії України.
31 січня 2019 року Зураба Аласанія з порушенням процедур у непередбачений контрактом спосіб таємним голосуванням Наглядової ради було достроково відсторонено з посади голови телеканалу Перший. Після збурення громадськості та журналістського середовища окремі члени Наглядової ради почали відкликати власні голоси «За звільнення». На підтримку Аласанія висловилися Мустафа Наєм, ВО «Батьківщина», Павло Клімкін тощо.

## Особисте життя
Одружений, має сина і дочку. Дружина — Віола Аласанія, лікар-невролог.

## Нагороди
Нагороджений почесним знаком Харківського міського голови «За старанність», лауреат муніципальної творчої премії.
Заслужений журналіст України (2005).